# Osōshiki
Pour plus de détails, voir Fiche technique et Distribution.
Osōshiki (お葬式) est un film japonais réalisé par Jūzō Itami, sorti en 1984.

## Synopsis
Shinkichi Amamiya, homme difficile à vivre, meurt subitement à l'âge de 69 ans. Il incombe à sa fille, Chizuko, et à son gendre, Wabisuke Inoue, d'organiser les funérailles dans la maison.

## Fiche technique
- Titre : Osōshiki
- Titre original : お葬式
- Réalisation : Jūzō Itami
- Assistant réalisateur : Hideyuki Hirayama
- Scénario : Jūzō Itami
- Musique : Jōji Yuasa
- Photographie : Yonezō Maeda
- Montage : Akira Suzuki
- Production : Seigo Hosogoe
- Société de production : Itami Productions et New Century Productions
- Pays de production :  Japon
- Langue originale : japonais
- Genre : comédie
- Durée : 124 minutes[1]
- Dates de sortie : 
  - Japon : 17 novembre 1984[1]

## Distribution
- Tsutomu Yamazaki : Wabisuke Inoue
- Nobuko Miyamoto : Chizuko Amamiya
- Kin Sugai : Kikue Amamiya
- Hideji Ōtaki : Shokichi Amamiya
- Isao Bitō : Shigeru
- Midori Ebina : Kiyo
- Nekohachi Edoya : Ebihara
- Manpei Ikeuchi : Jiro
- Akio Kaneda : Fuku
- Ittoku Kishibe : Akira
- Kaoru Kobayashi : Inose
- Atsuyoshi Matsukidaira : Hanamura
- Hideo Nagai : Osamu
- Noboru Nakayama : Sakuma
- Hikaru Nishikawa : Mme. Hanamura
- Kōji Okoyama : Okumura
- Kiminobu Okumura : Shinkichi Amamiya
- Asao Sasano : Kurosaki
- Ippei Sōda (ja) : Sakakibara
- Haruna Takase : Yoshiko Saito
- Kōji Tanaka (ja) : Taro
- Masahiko Tsugawa : Kimura
- Takashi Tsumura : Aoki
- Michino Yokoyama : Mme Kimura
- Mitsuko Yoshikawa : Mme Iwakiri
- Chikako Yuri : Ayako
- Ichirō Zaitsu : Satomi

## Distinctions
Le film a été nommé pour dix Japan Academy Prizes et en a remporté cinq : meilleur film, meilleur acteur pour Tsutomu Yamazaki (également pour son rôle dans Saraba hakobune), meilleur second rôle féminin pour Kin Sugai (également pour son rôle dans Hissatsu!), meilleur réalisateur et meilleur scénario.